# Čilska klapavica
Čilska klapavica (znanstveno ime Mytilus chilensis) je vrsta školjk iz družine klapavic, ki je razširjena ob obalah Čila in Falklandskih otokov.

## Gospodarski pomen
Čilska klapavica je gospodarsko izjemno pomembna vrsta školjk, ki jo v Čilu na veliko gojijo. Med letoma 2004 in 2008 se je letna pridelava povečala iz 80.000 na 200.000 ton. V letu 2009 je proizvodnja sicer nekoliko upadla, v letu 2010 pa se je ponovno povečala. V letu 2008 je Čile izvozil več kot 45.000 ton teh školjk, od katerih je bilo 93 % globoko zamrznjenih. Okoli 74 % izvoza je bilo namenjeno v EU, največ v Španijo in Francijo, 15 % pa v Združene države Amerike.